# 节奏光剑
《节奏光剑》（英語：Beat Saber）是由捷克独立游戏开发商Beat Games于2018年所开发的一款虚拟现实音乐游戏。玩家通过操纵杆在虚拟现实场景根据音乐节奏准确地砍击方块。

## 玩法
游戏中附带几首歌曲，每首分别有四个难度。游戏开始后，通过VR显示器可以看到方块流顺着音乐节奏从面前奔流而来，玩家需要通过VR运动操纵杆操纵游戏中光剑，按照方块的颜色（分为红色和蓝色）和方块的指示方向，挥动指定颜色光剑按照方块指示的方向砍击方块，使其被破坏。游戏根据砍击准确度和砍击的位置计算分数。玩家还需要避免砍中暗藏的炸弹，或使头部撞到同样飞奔而来的障碍块。
游戏早期版本包含单人模式和派对模式，派对模式下会在每首歌曲游玩完毕后根据玩家输入名称生成排行榜。

## 版本发布
2018年5月1日本游戏通过Steam抢先体验和傲库路思商场发售，已包含两个游戏模式和10首歌曲。
截止2018年5月，有计划发布游戏编辑器，允许玩家自定义歌曲和节奏谱。

## 评价
即使在正式发布之前，《Beat Saber》也获得了非常积极的评价，在发布后的不到一周内成为Steam上评分最高的游戏。新浪游戏的评价认为，通过减少需要打击的轨道数而增加打击指示方向等设计变动，来提高谱面的多样性和玩家游玩的爽快感，认为由于还没有提供本地音乐加载到游戏的自定义功能，还有发展的空间。